# Scrophularia lhasaensis
Scrophularia lhasaensis är en flenörtsväxtart som beskrevs av Hong De-Yuan. Scrophularia lhasaensis ingår i släktet flenörter, och familjen flenörtsväxter. Inga underarter finns listade i Catalogue of Life.